# Żenichów
Żenichów (niem. Schöneiche, łuż. Ženichow) – wieś w Polsce położona w województwie lubuskim, w powiecie krośnieńskim, w gminie Gubin.
W latach 1975–1998 miejscowość administracyjnie należała do województwa zielonogórskiego.
Przysiółek Żenichów pojawił się w dokumentach po raz pierwszy w 1670 roku. W XIV wieku był folwark z zamkiem na wodzie, rozebrany w XV wieku. Majątek został w latach 1879/80 – 1894 podzielony. Po 1840 roku do Żenichowa należał folwark, młyn wodny i tartak. Pierwsi osadnicy do Żenichowa zaczęli przybywać w 1945 roku.
W 1952 roku wieś zamieszkiwały 93 osoby oraz było 18 gospodarstw. W 1992 roku rozpoczęto budowę wodociągu, który został połączony z siecią miejską w 1993 roku.
We wsi od 1969 roku działa klub LKS "Żenisz", którego założycielem i pierwszym prezesem był Piotr Tarnowski.